# К-5 (самолёт)
К-5 — советский пассажирский самолёт. Разработан К. А. Калининым в конце 1920-х годов.

## История
После международного успеха четырехместного самолета К-4 (золотая медаль авиационной выставки в Берлине) КБ Калинина приступил к проектированию нового более совершенного и крупного авиалайнера на 10-12 пассажиров. Проектируемый самолет включили в пятилетний план опытного самолетостроения, наряду с первым авиалайнером Туполева АНТ-9.
К разработке К-5 Калинин приступил в 1926 г., в 1928 году проект нового самолета был представлен Совету Гражданской авиации и утвержден научно-технической комиссией УВВС. Успешно использовав предыдущие наработки, конструкторы создали более совершенную машину, чем К-4. Первый прототип был построен в 1929 г., а 18 октября состоялся первый полет. 30 мая 1930 года К-5 перелетел в Москву, где выполнил демонстрационные полеты перед государственной комиссией.
Авиалайнер К-5 ни в чем не уступал по комфортабельности зарубежным самолетам аналогичного класса, он был легок в управлении, обладал хорошей аэродинамикой, легко взлетал и садился. Самолет мог эксплуатироваться и в зимних условиях, так как имел возможность замены колесных шасси на лыжи.

## Серийное производство и эксплуатация
По окончании испытаний в 1930 году началось серийное производство на авиазаводе Укрвоздухпути в Харькове. Опытная эксплуатация К-5 проходила на линии Москва — Харьков. Затем самолет стал летать на регулярных рейсах Харьков — Минеральные Воды и Харьков — Баку. К-5 становится первым флагманом гражданской авиации СССР. Самолёт использовался до 1943 г, а до 1940 г. являлся основным лайнером Аэрофлота на внутренних линиях. Самолет обслуживал важнейшие маршруты Москва — Ленинград, Москва — Свердловск, летал из Харькова на Черноморское побережье. Потолок самолета позволил открыть трассу через Большой Кавказский хребет, маршрут прилегал на высоте 4500 м. Всего было построено около 260 экземпляров различных модификаций — пассажирские, санитарные, топографические и военно-транспортные. К-5 был самым массовым самолетом среди довоенных советских авиалайнеров. Самолет принимал участие в советско-финской войне, эксплуатировался в качестве пассажирского самолета в Монголии.

## Конструкция

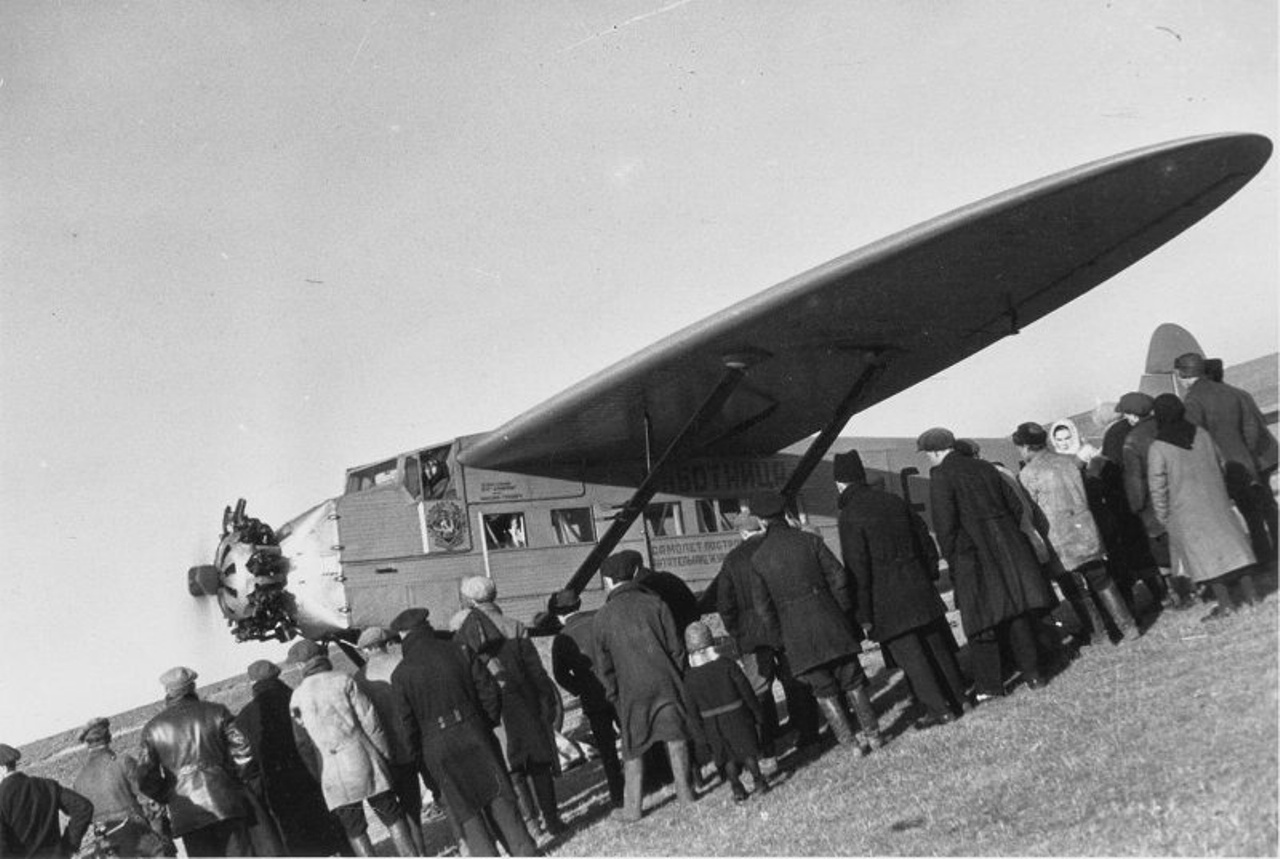

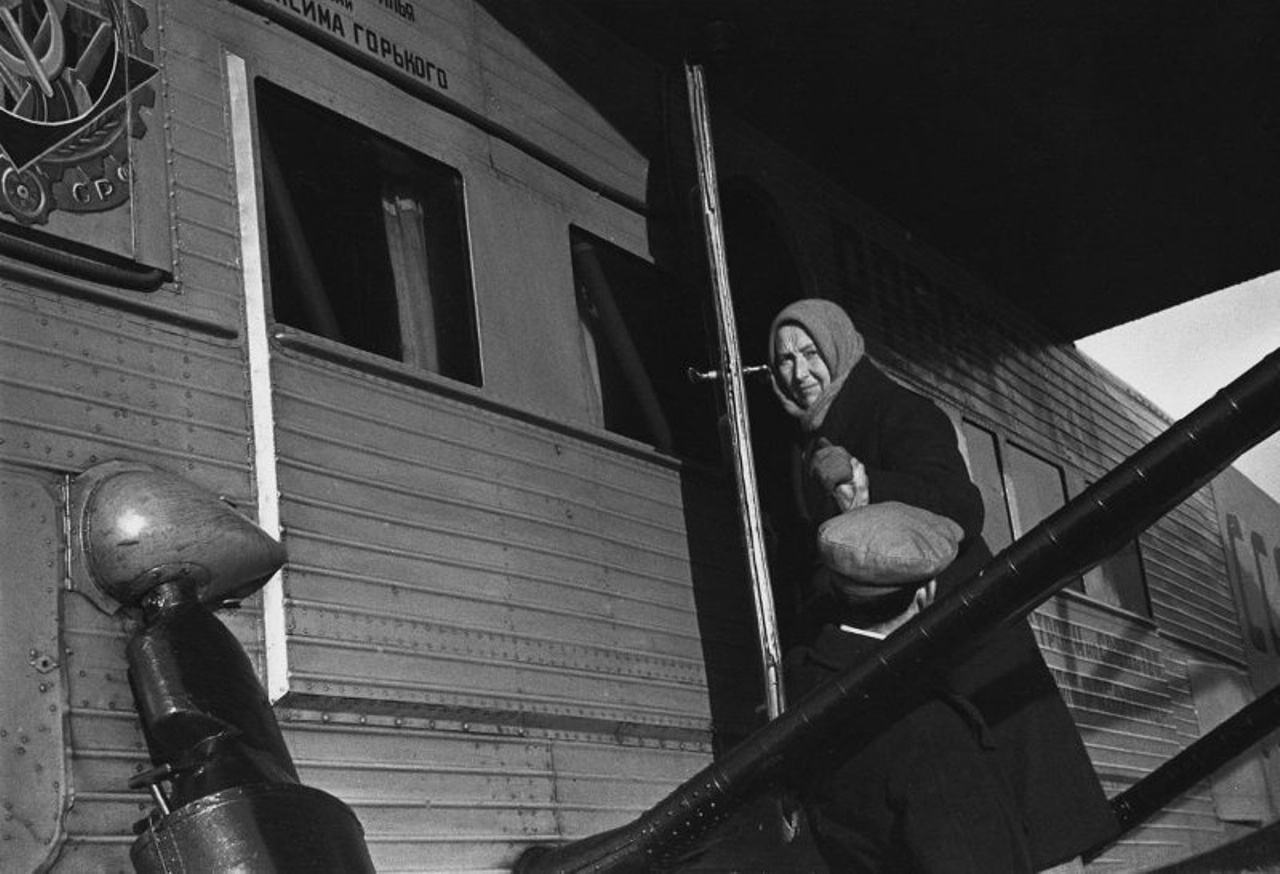
Особая сводная агитэскадрилья имени М. Горького. К-5М-22 «Краснознаменная работница СССР», построенный на средства читательниц журнала «Работница». 1933 год

Одномоторный подкосный высокоплан смешанной конструкции с классическим оперением.
Фюзеляж — корпус прямоугольного сечения, каркас сварной из стальных труб. Обшивка передней части (включая пассажирскую кабину) гладкая дюралевая, задней части — полотняная с проволочными расчалками. Впереди моторный отсек с универсальной моторамой (под разные модели двигателей). Затем закрытая кабина экипажа. За ней пассажирская кабина с восемью мягкими пассажирскими креслами — по четыре кресла по бортам, между ними проход. Позади салона туалет.
Крыло — эллиптической формы, двухлонжеронное. Каркас центроплана сварной стальной, консолей — деревянный, с проволочной растяжкой. Обшивка полотняная. Подкосы крыла (по два с каждой стороны фюзеляжа) — стальные трубы с фанерными обтекателями.
На разных вариантах устанавливались следующие двигатели: 
- М-15 — 450 л.с./330 кВт, звёздообразный 9-цилиндровый воздушного охлаждения. Первый мощный звёздообразный двигатель отечественной конструкции. Разработка А. П. Островкого и Н. П. Курбатова под рук. А. А. Бессонова. Производство Московского авиамоторного завода № 24 им. М. В. Фрунзе;
- М-22 — 480 л.с./350 кВт, звёздообразный 9-цилиндровый воздушного охлаждения, производство ГАЗ № 29 им. П. И. Баранова;
- М-17ф — 500—730 л.с./365—535 кВт, V-образный 12-цилиндровый водяного охлаждения. Производство ГАЗ № 26.

Винт двухлопастный на всех версиях.
Вертикальное оперение — однокилевое, с рулём направления. Стабилизатор подкосный эллиптической формы с рулями высоты, с изменяемым в полёте углом установки (±5°). Каркас оперения деревянный, с полотняной обшивкой.
Шасси — двухстоечное с хвостовым костылём. Стойки пирамидальные из стальных труб. Полуоси из хромомолибденовой стали. На каждой стойке по одному колесу. Колёса — 1100×250 мм. Амортизация резиновая шнуровая.
Управление — двойное тросовое педалями.
Приборы — указатель скорости, высотомер, указатель скорости посадочный, тахометр, манометр масла, манометр бензобака, термометр масла — 2 шт.

## Модификации
Помимо пассажирской выпускались санитарная, топографическая, военно-транспортная версии.

## Лётно-технические характеристики

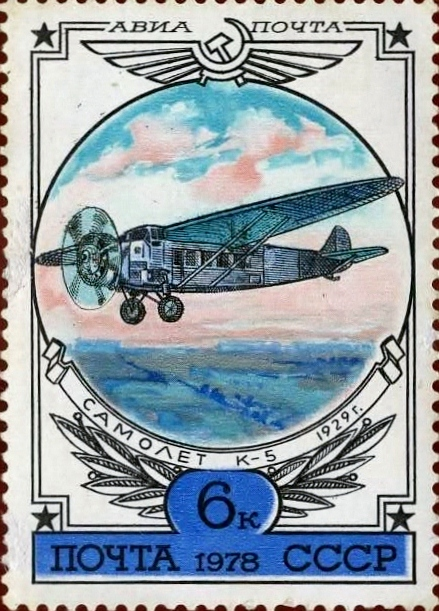
К-5 на советской марке

| Характеристика         | Параметр                                 |
| ---------------------- | ---------------------------------------- |
| Производство           | 1930-193?                                |
| Размах крыла           | 20.50 м                                  |
| Длина                  | 15.87 м                                  |
| Высота                 | 2.89 м                                   |
| Площадь крыла          | 66.00 м²                                 |
| Масса пустого самолёта | 3060 кг                                  |
| Взлётная масса         | 4030 кг                                  |
| Число пассажиров       | 8 (или 690 кг груза)                     |
| Экипаж                 | 2                                        |
| Крейсерская скорость   | 178 км/ч                                 |
| Максимальная скорость  | 206 км/ч                                 |
| Практический потолок   | 5040 м                                   |
| Дальность              | 960 км                                   |
| Двигатели              | 1 ПД М-17Ф                               |
| Мощность               | 730 л.с. (взлётная), 500 л.с. (полётная) |